# وسوسه‌ام نکن (فیلم)
وسوسه‌ام نکن (به انگلیسی: Don't Tempt Me) یا فریبم نده و به اسپانیایی: هیچ خبری از خدا نیست فیلمی محصول سال ۲۰۰۱ و به کارگردانی آگوستین دیاس یانس است. 

## بازیگران
- پنه‌لوپه کروز
- دمیان بیچیر
- خاویر باردم
- گائل گارسیا برنال
- بیکتوریا آبریل
- جما جونز
- فنی اردان
- خوان اچانبه
- کریستینا مارکوس
- لوئیس تسار
- النا آنایا
- امیلیو گوتیه‌رس کابا
- السا پاتاکی
- الیا گالرا